# رنه پدرولی
رنه پدرولی (انگلیسی: René Pedroli; ۱۹ ژوئیهٔ ۱۹۱۴ – ۱۷ ژوئیهٔ ۱۹۸۶) دوچرخه‌سوار اهل سوئیس بود.